# Jarl Bjurström

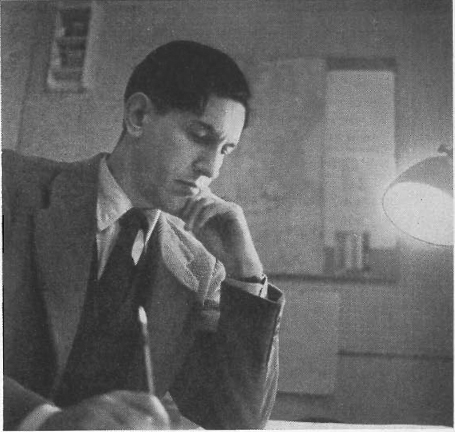
Jarl Bjurström

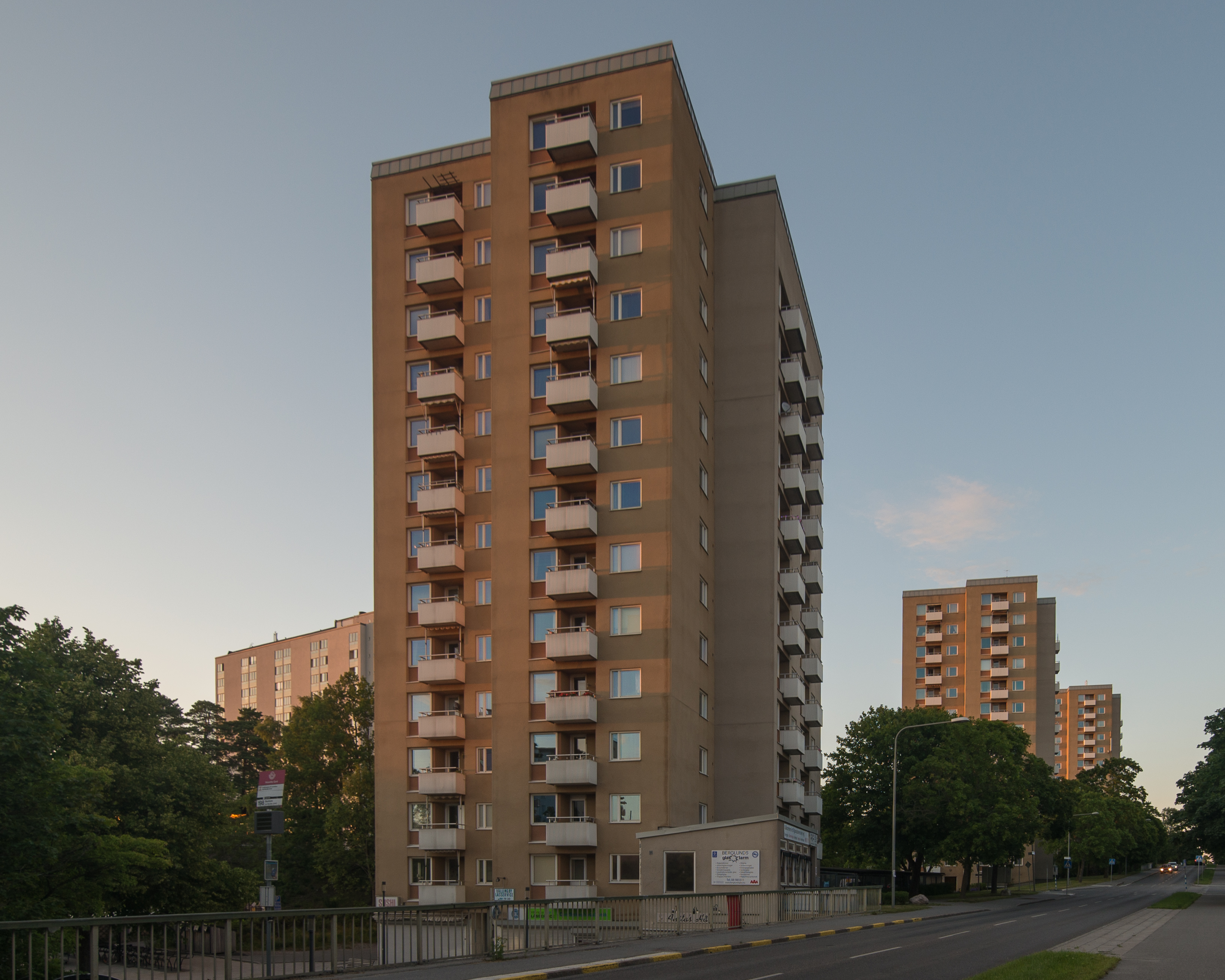
Punkthus i Hässelby gård uppförda för HSB 1954.

Jarl Bjurström, född 23 januari 1915 i Veckelax, Finland, död 20 augusti 2004 i Stockholm, var en finländsk-svensk arkitekt.
Bjurström, som var son till reklamchef Torsten Bjurström och Greta Olsson, avlade studentexamen i Helsingfors 1932 samt utexaminerades från Tekniska högskolan, Helsingfors 1938 och från Kungliga Konsthögskolan i Stockholm 1951. Han var assistent vid Tekniska högskolan, Helsingfors 1940–1941 och 1944–1945, förste biträdande stadsarkitekt i Helsingfors 1951 samt arkitekt hos HSB:s riksförbund i Stockholm 1946–1950 och från 1952.
Bjurström ritade bland annat punkthus i Vällingby samt bostadshus i Boden, Gävle, Hallsberg, Karlskoga, Landskrona, Luleå, Oxelösund, Skellefteå, Solna, Stockholm, Uddevalla, Västerås och Östersund.